# ريان ستايلز
ريان لي ستايلز (بالإنجليزية : Ryan Stiles) ممثل كوميدي كندي من اصل أمريكيون ومن اعمله مسلسل رجل ونصف وهو يقدم برنامج تلفازي على الخط هم على أي حال Whose Line is it Anyway على قناة اس اس ان.

## الحياة الشخصية
وفي عام 1981، التقى ستايلز باتريشيا ماكدونالدز في Punchlines حيث كانت نادلة. تزوجا في عام 1988. ولديهما ثلاثة أولاد: سام، ماكنزي، وكلير. عندما لا يعمل في هوليوود ، كان يعيش في منزله في بحيرة Samish ، خارج بيلينجهام، واشنطن ، حيث كان قد افتتح مسرح مقدما ومسرح صغير مخصص للعيش كوميديا يحمل ستايلز الجنسيتين الأمريكية والكندية.
ستايلز اعش مرة واحدة في منزله الذي يقع في مدينة أوكس، في كاليفورنيا ، ولكنه قام بي يبيعه عام 2004 .

## العمل الخيري
كان ستايلز من جامعي الاموال المتكرر للأطفال المصابين بحروق، رفع أكثر من 500،000 $ لمساعدة مركز اشفا الأطفال الامصابين بي الحروق منذ عام 2009، ومما من يساعد للتعافي من "انهيار الاقتصاد عام 2008."